# Praça Plínio Salgado
A Praça Plínio Salgado é uma das principais praças da cidade de Rio Claro, Estado de São Paulo. Localizada no bairro Estádio, entre as ruas 21 e 22, com área 9.171,03, inaugurada no dia 24 de julho de 1977, através do Decreto n° 2.272, de 7 de julho de 1977, com a presença de D. Carmela Patti Salgado, viúva do homenageado, além de outras importantes figuras da política regional e nacional, sendo considerada patrimônio histórico para cidade de Rio Claro.
Segundo relatos da imprensa, na década de 1990 a praça sofreu uma continua deterioração, culminando com o furto do busto do homenageado da Praça, entretanto atualmente o aparelho público vive uma retomada pela revitalização dos seus jardins e aparelhos esportivos, por iniciativa dos moradores da região somadas aos trabalhos dos agentes públicos.
Essa retomada das condições de uso do aparelho público podem ser vistas em diversas reportagens recentes, que indicam em seu texto a melhoria na segurança e iluminação. Ademais, importante observar a revitalização da vegetação, fato esse de constante reclamação por parte dos moradores em razão da falta da poda das arvores. 